# Дэвис, Грей
Джозеф Грэм «Грей» Дэвис-младший (англ. Joseph Graham "Gray" Davis Jr.; род. 26 декабря 1942) — американский политик, губернатор Калифорнии (1999—2003).

## Биография
Дэвис родился 26 декабря 1942 года в Бронксе, первым ребёнком в семье Дорис (Мейер) Морелл и Джозефа Грэма Дэвиса. В 1954 году они переехали в Калифорнию. Дэвис окончил военную академию в Северном Голливуде, а затем поступил в Стэнфордский университет. Завершим обучение в нём в 1964 году, Дэвис вернулся в Нью-Йорк для поступления в Юридическую школу Колумбийского университета. Там в 1967 году он получил степень доктора юриспруденции. После этого Дэвис ушёл служить в армию и поучаствовал во Вьетнамской войне, получив Бронзовую звезду.
Политическая карьера Дэвиса начиналась с участия в избирательных кампаниях Джона Танни и Тома Брэдли. В 1974 году он баллотировался на пост государственного казначея Калифорнии, но проиграл выборы. С 1975 по 1981 год Дэвис был государственным секретарём и главой аппарата при губернаторе Брауне. В 1983 году Дэвис женился на Шэрон Райер. С 1983 по 1987 год он был членом Ассамблеи штата Калифорния. В 1987 году стал государственным контролёром штата и занимал должность 8 лет, пока не стал вице-губернатором Калифорнии. В 1999 году Дэвис сам вступил на пост губернатора и смог впоследствии переизбраться на второй срок, однако затем был отозван 17 ноября 2003 года.